# Bernd Borth
Bernd Borth (* 25. Juli 1948 in Freyburg) ist ein ehemaliger deutscher Sprinter, der für die DDR startete.
Bei den Olympischen Spielen 1972 in München wurde er Fünfter in der 4-mal-100-Meter-Staffel und erreichte über 100 Meter das Halbfinale.
1972 wurde er DDR-Meister über 100 Meter.
Bernd Borth startete für den SC Chemie Halle.

## Persönliche Bestzeiten
- 100 m: 10,44 s, 31. August 1972, München (handgestoppt: 10,2 s, 25. Juni 1971, Leipzig)
- 200 m: 20,7 s, 24. Juni 1971, Leipzig